# Tubersitz

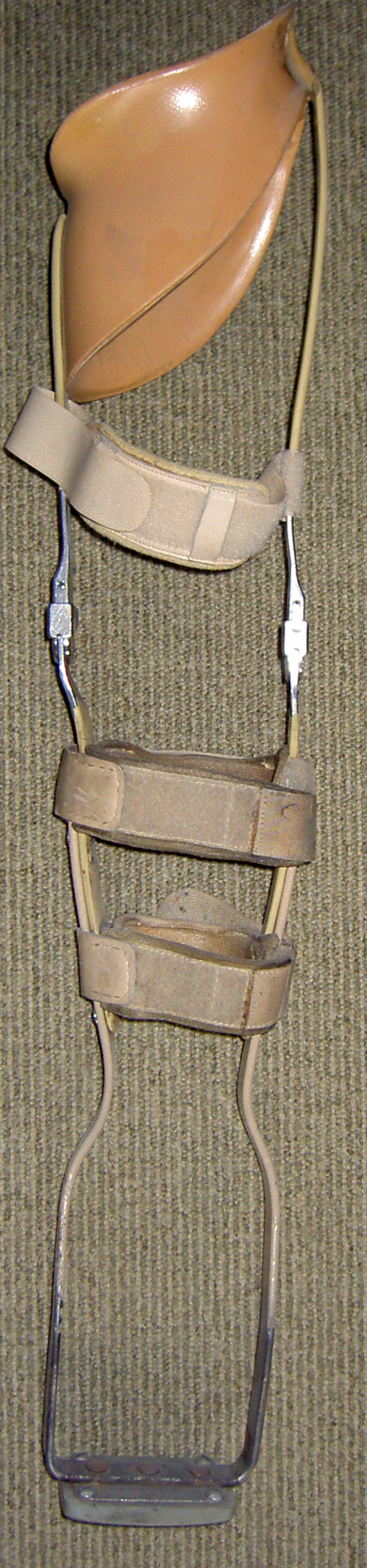
Thomasschiene mit Tubersitz Ansicht von vorn

An einem orthopädischen Stützapparat wie z. B. einer Thomasschiene bzw. an einer Beinprothese ist der Tubersitz eine Art Ring mit einer Verbreiterung der Abstützungsfläche bzw. des Prothesenschaftes im Bereich des Tuber ischiadicum, mit dem ein Teil der Körperlast vom Amputationsstumpf oder der Gliedmaße axial abgefangen wird.
Orthesen mit Tubersitz werden u. a. angewendet bei einer Schenkelhalsfraktur, Tibiakopffraktur, Femurfraktur, Gonarthrose, Morbus Perthes und einer Coxarthrose. Prothesen mit Tubersitz kommen bei Amputationsstümpfen mit eingeschränkter Belastbarkeit zur Anwendung.